# Українці Пермського краю
Українці Пермського краю (рос. Украинцы в Пермском крае) — українці, що живуть на території Пермського краю з першої половини XVIII століття. Міграція українців до Пермського краю не мала масового характеру. За даними перепису населення 2010 року, чисельність українців складає 16 269 осіб (0,6% від усього населення краю).

## Історія
Поява і закріплення українців в Приураллі в першій половині XVIII століття пов'язані в той період з урядовою політикою військово-економічного освоєння земель на східних кордонах Російської держави. Подальший процес формування українського населення регіону носив складний за своїми причинами і передумовами, поетапний за своєю структурою характер і досяг апогею до середини XX століття.
Переселенський рух викликаний аграрною реформою і господарським освоєнням Російської імперії в останній третині XIX — першій третині XX ст. призвело до масового переселення українських селян в Приуралля. Українські селяни селилися компактними групами, створюючи окремі ареали і переважно моноетнічні населені пункти. Тому етнокультурні контакти з представниками інших народів були мінімальними майже до середини XX ст. Ця особливість сприяла тривалому збереженню традиційного укладу життя, зокрема й мови. У першому переписі 1897 року національність, як відомо, фіксувалася саме за мовним принципом, тому можна стверджувати, що люди, які записалися в Оренбурзькій, Уфимській, Пермської і Казанської губерніях «малоросами» (понад 49 тисяч), називали українську мову рідною.
Найактивніша фаза міграції українського населення почалася тільки в середині XX століття і мала не аграрний, а індустріальний характер. Тому українське населення спочатку складалося тут як населення міське. У роки Другої світової війни, під час евакуації промисловості з України до Пермі переїхало велике число українців. Тенденція переселення українських фахівців з розподілу в Пермський край збереглася й після війни. Трудові мігранти з України (інженерно-технічні працівники, робітники на підприємства, наукова і творча інтелігенція) залишалися активними носіями мови ще в 1960—1970-ті роки.
У 1960—1970-х роках внаслідок політики оптимізації «неперспективних» господарств значна частина стародавніх населених пунктів зникла, широкий розмах отримала практика підселення або розселення місцевого населення, міжетнічні та міжкультурні контакти активізувалися.
Так само слід зазначити, що велику роль у формуванні української діаспори зіграла пенітенціарна система спочатку Російської імперії, потім Радянського Союзу. З XVIII по XX століття до Пермського краю з України на поселення висилали засуджених, деякі з них залишалися в Пермському повіті. Згідно із законом 1869 року на каторгу в Сибір направляються тільки каторжні з Сибіру і зауральських частин Пермської й Оренбурзької губерній. Засуджені на каторжні роботи замість відсилання до Сибіру поміщаються в каторжних в'язницях (так званих «централах») — Новоборисоглєбській, Новобєлгородській, Ілецькій, Віленській, Пермській, Симбірській і Псковській, двох Тобольських і Олександрівській поблизу Іркутська.
У 1930—1956 роках в'язниці Пермського краю входили до підрозділу ГУЛАГ. Після війни в Пермських в'язницях сиділи українські дисиденти, філософи, поети, релігійні діячі, вчені, ті, хто чинив ненасильницький опір режиму. Були тут і видні представники національно-визвольних рухів на Україні. Багатьом з них заборонено було повертатися на Україну, і вони залишалися в Пермському краї.
Остання хвиля міграції з України почалася 2014 року через війну. 19 вересня 2014 року до Пермського краю прибуло 1172 людини в складі 9 організованих груп.

## Чисельність
Динаміка чисельності українців Пермського краю за даними переписів населення:
|          | 1959 р., людей | % від усього | 1989 р., людей | % від усього | 2002 р., людей | % від усього | 2010 р., людей | % від усього |
| -------- | -------------- | ------------ | -------------- | ------------ | -------------- | ------------ | -------------- | ------------ |
| усього   | 2992876        | 100,00 %     | 3091481        | 100,00 %     | 2819421        | 100,00 %     | 2635276        | 100,00 %     |
| українці | 71985          | 2,41 %       | 45711          | 1,48 %       | 25948          | 0,92 %       | 16269          | 0,62 %       |